# Hasco Hasenclever
Die HASCO Hasenclever GmbH + Co KG ist ein Unternehmen, welches modular aufgebaute Normalien und Zubehörteile für den Werkzeug- und Formenbau sowie für die kunststoffverarbeitende Industrie mit Sitz in Lüdenscheid herstellt und anbietet. Das Unternehmen wurde 1924 als kunsthandwerklicher Betrieb durch Hugo Hasenclever in Lüdenscheid gegründet.

## Geschichte
Nach der Gründung in 1924 wurde bereits in 1930 die Produktion von Press- und Spritzgießformen aufgenommen. Mit der Entwicklung und Herstellung des Normalien-Baukastensystems durch Rolf Hasenclever in 1962 sowie des Aufbaus eines eigenen Vertriebes sechs Jahre später erfolgte der große wirtschaftliche Durchbruch. Ab 1973 wurde international expandiert mit aktuell 35 Niederlassungen weltweit. 2007 übernahm die österreichische Berndorf AG die Mehrheit an dieser Firma in Südwestfalen.

## Produkte
Die Hasco zählt sich zu den international führenden Anbieter von modular aufgebauten Normalien und Zubehörteilen. Darunter fallen Produkte wie Blockzylinder, CAD-Normalien-Software, Heißkanaldüsen, Heißkanalsysteme, Heißkanaltechnik, Kennzeichnungswerkzeuge, Nadelverschlussdüsen, Normalien für Formen, Normalien für Stanzwerkzeuge, Normalien für den Apparatebau, Normalien für den Vorrichtungsbau, Normalien für den Werkzeugbau, Normteile für den Maschinenbau, Temperiergeräte, Temperiersysteme, Zweistufenauswerfer.